# Emplesis
Emplesis är ett släkte av skalbaggar. Emplesis ingår i familjen vivlar.

## Bildgalleri

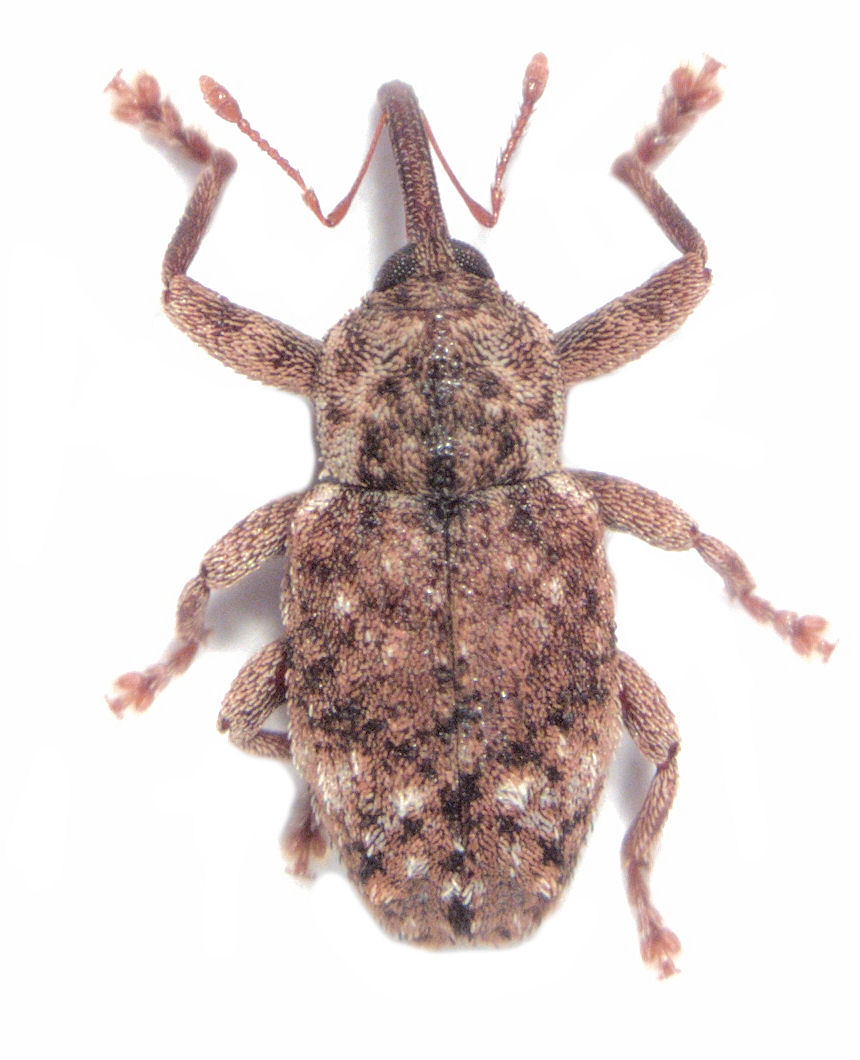

## Dottertaxa tillEmplesis, i alfabetisk ordning[1]
- Emplesis aenigmatica
- Emplesis albifasciata
- Emplesis albifrons
- Emplesis alphabetica
- Emplesis alternata
- Emplesis amoena
- Emplesis angusta
- Emplesis apiciventris
- Emplesis assimilis
- Emplesis basipennis
- Emplesis bellula
- Emplesis bifoveata
- Emplesis bituberculata
- Emplesis brachyderes
- Emplesis brevimana
- Emplesis canaliculata
- Emplesis composita
- Emplesis consueta
- Emplesis cordipennis
- Emplesis costirostris
- Emplesis cryptorhyncha
- Emplesis curvirostris
- Emplesis cylindrirostris
- Emplesis cyphirhina
- Emplesis dispar
- Emplesis dorsalis
- Emplesis elliptica
- Emplesis ephippigera
- Emplesis femoralis
- Emplesis ferruginea
- Emplesis filirostris
- Emplesis grata
- Emplesis gravis
- Emplesis grisea
- Emplesis ignobilis
- Emplesis illota
- Emplesis impotens
- Emplesis inamoena
- Emplesis indistincta
- Emplesis inscripta
- Emplesis interioris
- Emplesis intermixta
- Emplesis interocularis
- Emplesis interrupta
- Emplesis intricata
- Emplesis invenusta
- Emplesis invidiosa
- Emplesis juvenca
- Emplesis lata
- Emplesis leucomela
- Emplesis leucophaea
- Emplesis lilliputana
- Emplesis lineigera
- Emplesis lithostrota
- Emplesis longicollis
- Emplesis macrosticta
- Emplesis macrostyla
- Emplesis majuscula
- Emplesis masculina
- Emplesis mediocris
- Emplesis mediofasciata
- Emplesis meridionalis
- Emplesis metasternalis
- Emplesis microsticta
- Emplesis miseella
- Emplesis monticola
- Emplesis multiarticulata
- Emplesis munda
- Emplesis nana
- Emplesis nigriclava
- Emplesis nigrirostris
- Emplesis nigrofasciata
- Emplesis niveiceps
- Emplesis notata
- Emplesis obliqua
- Emplesis occidentalis
- Emplesis ocellata
- Emplesis ovalisticta
- Emplesis pallida
- Emplesis parilis
- Emplesis parvidens
- Emplesis parvula
- Emplesis paupercula
- Emplesis picta
- Emplesis pictipennis
- Emplesis pulicosa
- Emplesis rectirostris
- Emplesis remissa
- Emplesis scolopax
- Emplesis setipennis
- Emplesis simplex
- Emplesis sordida
- Emplesis squamirostris
- Emplesis squamivaria
- Emplesis stenoderes
- Emplesis storeoides
- Emplesis sublecta
- Emplesis submunda
- Emplesis subtibialis
- Emplesis subuniformis
- Emplesis suturalis
- Emplesis tarsalis
- Emplesis tasmaniensis
- Emplesis tessellata
- Emplesis tibialis
- Emplesis trisinuata
- Emplesis tuberculifrons
- Emplesis umbrosa
- Emplesis vitticollis